# Antiochus VI Dionysus
Antiochus VI (ca. 148 - 138 v.Chr.), bijgenaamd Dionysus, was een kind-koning van het hellenistische Seleucidenrijk (Syrië). Hij volgde zijn vader Alexander Balas op, die door Demetrius II Nicator was gedood. De heerschappij werd uitgeoefend door zijn gouverneur Diodotus Tryphon, die zijn pupil in 138 uit de weg liet ruimen en zelf de troon besteeg.